# Cycloramphus semipalmatus
Cycloramphus semipalmatus är en groddjursart som först beskrevs av Miranda-Ribeiro 1920.  Cycloramphus semipalmatus ingår i släktet Cycloramphus och familjen Cycloramphidae. IUCN kategoriserar arten globalt som nära hotad. Inga underarter finns listade i Catalogue of Life.